# Gennady Golovkin
Gennady Gennadyevich Golovkin (Karaganda, 8 april 1982) is een bokser uit Kazachstan.
Hij vecht in de middengewichtklasse. Hij won zilver op de Olympische spelen van 2004 in Athene. Hij was de houder van de WBA, WBC en IBF wereldtitels in het middengewicht en nummer 1 in de wereldranglijst voor het middengewicht.

## Amateurcarrière
In 2000 won hij de wereldtitel bij de junioren. Drie jaar later won hij ook de wereldtitel bij de senioren. Op de Olympische Spelen van 2004 veroverde hij een zilveren medaille. Hij verloor in de finale van de Rus Gaydarbek Gaydarbekov. Nadat hij in 2005 op de wereldkampioenschappen een nederlaag leed tegen een Egyptische bokser, besloot hij prof te worden.

## Profcarrière
Als prof tekende Golovkin een contract bij Universum Box-Promotion (UBP), een Duitse bokspromotor. Op 6 mei 2006 maakte Golovkin zijn profdebuut in Duitsland tegen de Hongaar Gabor Balogh. Hij won op KO in de 1e ronde. In 2010 kreeg UBP betalingsproblemen en werd zijn contract opgezegd. Hij werd al snel opgepikt door K2 Promotions, de organisatie van Vitali Klitschko en Wladimir Klitschko.
Op 14 augustus 2010 won Golovkin zijn eerste wereldtitel tegen de Colombiaan Milton Nunez. Hierna volgden er tot en met maart 2017 18 wereldtitelgevechten. Golovkin won de eerste zeventien partijen daarvan voortijdig met knock-outs. Op 16 september 2017 vocht Golovkin tegen de Mexicaan Canelo Alvarez, die één partij verloren heeft van Floyd Mayweather. Het gevecht eindigde in een gelijkspel, terwijl veel mensen dachten dat Golovkin gewonnen had. Een van de juryleden Adelaide Byrd kreeg veel kritiek, omdat ze tien van de twaalf rondes gewonnen gaf aan Alvarez. Verder behield Golovkin zijn titels. 

## Persoonlijk
Gennady Golovkin heeft een Russische vader en een Koreaanse moeder. Op jonge leeftijd verloor hij twee oudere broers die in het leger van de Sovjet-Unie vochten. Hij heeft een tweelingbroer die Maxim heet. Hij is getrouwd met Alina. Hij is de vader van een zoon genaamd Vadim. Sinds 2014 woont Gennady Golovkin in Los Angeles.